# Poupées Jumeau

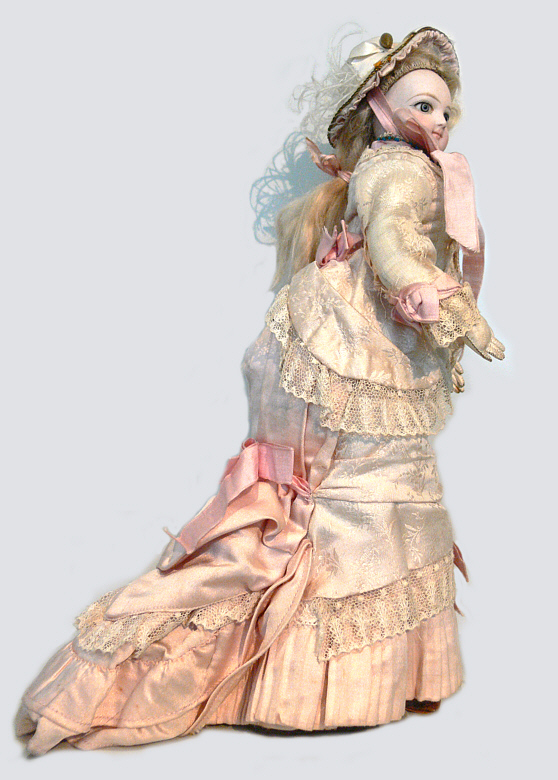
Une poupée Jumeau (vers 1870).

Une poupée Jumeau est une poupée à tête en porcelaine fabriquée en France au XIXe siècle.
La fabrication des poupées Jumeau a commencé dans les années 1840 dans la Maison Jumeau fondée par Louis-Désiré Belton et Pierre-François Jumeau à Montreuil-sous-Bois. Belton ne reste pas longtemps dans l'entreprise, mais sous la direction de Pierre-François Jumeau puis de son fils Émile-Louis Jumeau, les poupées Jumeau gagnent une réputation auprès des amateurs de poupées pour leurs visages raffinés et leurs vêtements reproduisant la mode de l'époque. Elles sont toujours recherchées de nos jours.

## Histoire
L'entreprise Jumeau est fondée dans les années 1840 par un partenariat entre Pierre-François Jumeau et Louis-Désiré Belton. La fabrique est située à Montreuil-sous-Bois.
Ils présentent leurs poupées pour la première fois à l'Exposition nationale de 1844 où elles reçoivent une mention honorable. En 1846, le nom de Belton n'est plus associé aux poupées, qui deviennent les poupées Jumeau. Ces poupées reçoivent ensuite une médaille de bronze à l'Exposition des produits de l'industrie française en 1849, puis sont présentées à l'Exposition universelle de 1851 à Londres où l'entreprise reçoit un premier prix. Pendant cette période, l'entreprise vend surtout ses propres poupées, mais dans les années 1850 et 1860, elle vend aussi des poupées de cire importées du Royaume-Uni.

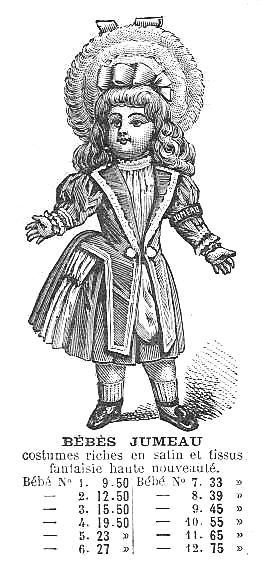
Bébé Jumeau dans un catalogue de jouets vers 1880.

Les premières récompenses des poupées Jumeau sont dues à la qualité de leurs vêtements mais aucune remarque particulière n'est faite sur les poupées elles-mêmes. Vers 1860, Pierre-François Jumeau crée une poupée avec une tête en porcelaine de Sèvres et des bras en cuir, en carton ou articulés en bois, c'est le « bébé Jumeau ». À l'Exposition universelle de 1867, l'entreprise reçoit une médaille d'argent avec une « mention spéciale pour la tête des poupées ». C'est également cette année que le deuxième fils du fondateur, Émile-Louis Jumeau, rejoint l'entreprise, qui connaît sous sa direction son heure de gloire à la fin du XIXe siècle. 
Vers 1873, est lancé le « bébé incassable », qui se compose de carton moulé à tête de porcelaine, de membres en bois évidé, puis d’articulations et de rotules par juxtaposition de pièces tournées, enfin de mains dites incassables, grâce à une composition de silicate de potasse mélangée de colle et de sciure de bois. L'artiste Carrier-Belleuse sculpte un modèle de tête artistique. La même année, l'entreprise reçoit une médaille d'or à l'Exposition universelle de 1873 à Vienne.
Grâce à ces récompenses, à leurs yeux de verre réalistes et à leurs vêtements réputés de qualité fabriqués par des costumiers, les bébés Jumeau sont produits par milliers pour le marché international.

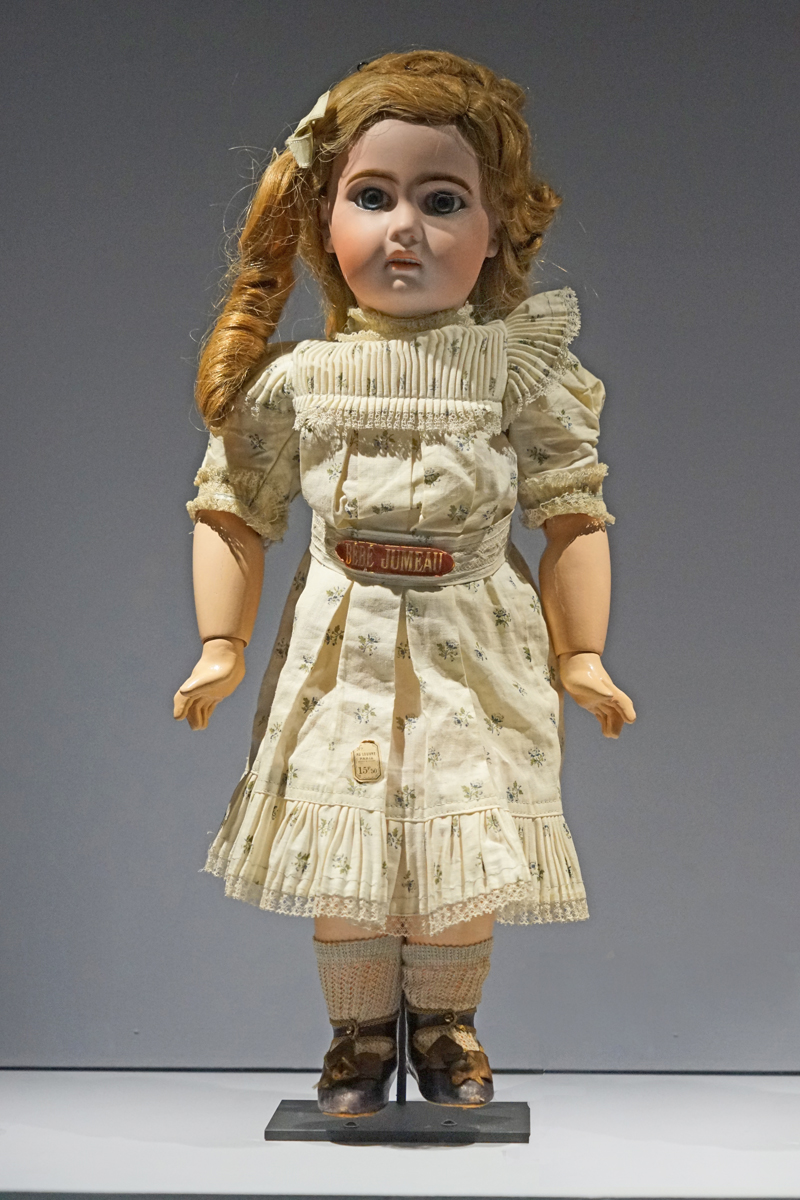
Bébé Jumeau au Musée des arts décoratifs à Paris.

L'entreprise Jumeau gagne encore une médaille d'or à l'Exposition universelle de 1878. Cette récompense fait l'objet de publicités sur les corps, les boîtes, les chaussures et même les étiquettes des vêtements des poupées. L'entreprise gagne également d'autres récompenses spécifiques aux fabricants de poupées à l'Exposition universelle de 1879 à Sydney et à l'Exposition universelle de 1880 à Melbourne en Australie, ce qui rend les poupées très recherchées à l'international, considérées comme des articles de luxe et des signes extérieurs de richesse. L'entreprise connaît un grand succès et produit plus de trois millions de poupées par an au milieu des années 1890. Cependant, quelques années plus tard, la concurrence de poupées moins chères venues d'Allemagne met l'entreprise en difficulté.
Le 20 avril 1899, afin d'éviter une faillite générale des entreprises de jouets français et lutter contre la concurrence allemande en abaissant les prix de revient, est formé un consortium, la Société française de fabrication de bébés et jouets ; le siège est situé 8 rue Pastourelle. Les bébés Jumeau y sont intégrés, mais ils sont encore nommés comme tels dans le guide de l'Exposition universelle de 1900.

## Réputation

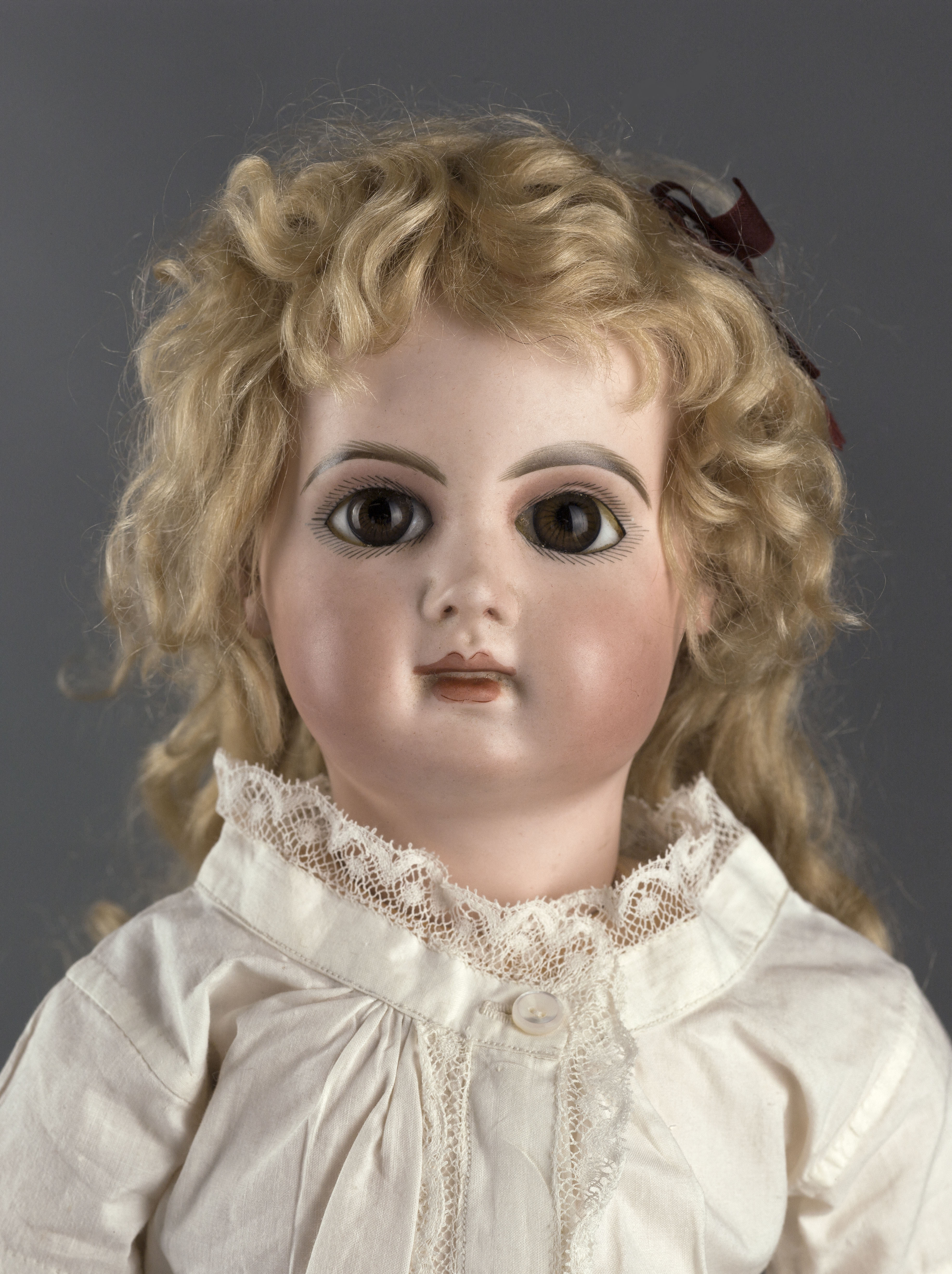
Poupée Jumeau produite entre 1880 et 1890, collection du Palais Galliera, musée de la Mode de la ville de Paris

Les poupées Jumeau sont toujours recherchées par les collectionneurs, et peuvent se vendre aux enchères pour des milliers d'euros selon les modèles.
Ces poupées sont par exemple visibles au Musée de la Poupée et du Jouet ancien situé dans la Cité médiévale de Guérande.